# ملوخية (جنس)
المُلُوْخِيَّة  (الاسم العلمي: Corchorus)، جنس نباتات مُزهرة يتكون من حوالي 40 إلى 100 نوع وتنتمي إلى الفصيلة الخبازية. موطنها المناطق الاستوائية وشبه الاستوائية في جميع أنحاء العالم.
أهم انواعها الملوخية الشائعة (باللاتينية: Corchorus olitorius).